# Кюзис, Интс
Интс Кю́зис (латыш. Ints Ķuzis, 4 мая 1962, Тукумс — 9 августа 2022, Латвия) — советский и латвийский работник органов МВД. Начальник государственной полиции Латвии (2011—2020). Генерал полиции Латвии. Юрист и политик.

## Биография
Родился 4 мая 1962 года в Тукумсе. С 1982 года работал в районном отделении милиции в Тукумсе. В 1985 года обучался в Рижской средней специальной школе милиции. С 1987 по 1991 года получил высшее юридическое образование в Минской высшей школе МВД СССР (сегодня Академия МВД Республики Беларусь). С 1999 года работал в Риге, где с 2003 года занимал должность начальника Рижского управления полиции, позже стал начальником Криминальной полиции Рижского регионального управления. С 2005 по 2006 год учился в Латвийской полицейской академии, получил степень магистра права. С 2009 года работал начальником Рижского регионального управления полиции. С 2005 по 2022 год депутат Рижской думы.
В августе 2011 года и. о. министра внутренних дел Латвии Айгарсом Штокенбергсом был выдвинут на пост главы государственной полиции Латвии. 2 августа 2011 года Кюзис был утверждён в должности главы государственной полиции. 20 октября того же года награждён орденом Виестура 1-й степени. Вышел в отставку с 15 января 2020 года.
Скончался 9 августа 2022 года от рака поджелудочной железы.
Высказываясь о своей работе в системе МВД и болезни, он сказал, что:
…40 лет проработал в полиции, последние -надцать из которых занимал самые высокие должности. Это постоянный стресс, преодоление кризисных ситуаций… Полиция проходит, скажу прямо, через все …, и я, как высокопоставленный чиновник, был вовлечен во все это. Я все это пропускал через себя. Это как с выпивкой — невозможно бросить. И если бросишь в один день, могут возникнуть проблемы. Должно быть, так было со мной. Когда я покинул полицейский участок в феврале 2020 года, не было никаких признаков того, что у меня проблемы со здоровьем. Когда я попал в следующий этап моей жизни — политическую деятельность в Рижской думе, — и тогда все было хорошо. «Это» вылезло только спустя время…